# Verhandelingen over de eerste tien boeken van Titus Livius

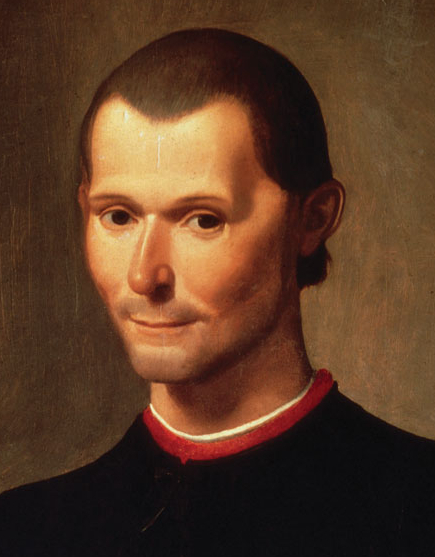
Niccolò Machiavelli op een portret gemaakt door Santi di Tito.

Verhandelingen over de eerste tien boeken van Titus Livius (Italiaans: Discorsi sopra la prima deca di Tito Livio) is een werk van de Florentijn Niccolò Machiavelli geschreven rond 1517 en postuum gepubliceerd in 1531. Het wordt algemeen beschouwd als een meesterwerk. De Verhandelingen geeft een zeer goed beeld van Machiavelli's politieke opvattingen.
Machiavelli wijdde zijn leven aan het Italiaanse vaderland. Hij wilde dat Italië opnieuw een groot en machtig rijk werd zoals in de tijd van de Romeinse Republiek. In zijn opvattingen moet de staat autoritair, repressief, radicaal, sluw, vechtlustig en meedogenloos zijn, want er loeren overal gevaren die de staat bedreigen. De arme en gezagsgetrouwe burgers moeten zich eendrachtig opofferen voor de grootsheid van het vaderland. Voor tirannie is echter geen plaats. Machiavelli, die vaak als een republikein beschouwd wordt, toont zich in dit boek juist van zijn democratische kant en stelt maatregelen voor die de macht van de republikeinse aristocratische elite beperken ten gunste van het volk. Binnen de staat gelden er wetten en instellingen en buiten de staat heerst de wet van de sterkste. In deze voortdurende strijd is er nood aan grote mannen om eeuwige roem te verwerven voor het vaderland.

## Achtergrond

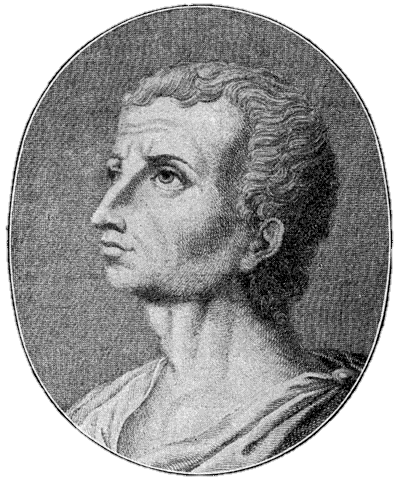
Titus Livius.

De geschiedschrijver Titus Livius (59 v.Chr. - 17 n.C.) leefde in de elitaire kringen rond keizer Augustus. Hij heeft ruim veertig jaar gewerkt aan Vanaf de stichting van de Stad (Latijn: Ab Urbe condita). In dit monumentale werk van 142 boeken beschreef Livius de Romeinse geschiedenis vanaf de stichting tot in zijn eigen tijd. Het werd gepubliceerd in groepen van tien boeken (decaden) en vijf boeken (pentaden). Slecht 35 boeken van Livius' tekst zijn bewaard gebleven; daaronder de boeken 1-10 over de jaren 753-293 v.Chr. en de boeken 21-45.
Machiavelli was van jongs af vertrouwd met het werk van Livius. Zijn Verhandelingen kregen hun definitieve gestalte van 1513 tot 1519, grotendeels na het schrijven van De vorst. Het referentiepunt van de Verhandelingen is de geschiedenis van de oude Romeinse Republiek zoals beschreven in de eerste tien boeken van Titus Livius. Machiavelli betrok echter ook de derde en vierde decade volop bij zijn betoog. Naast Livius wordt er nog verwezen naar Cicero, Sallustius, Tacitus, Vergilius, Thucydides, Herodotus, Dante en anderen. Machiavelli ging vrij om met zijn bronnen en kon radicaal van mening verschillen. Ook hij schreef 142 verhandelingen en die zijn verdeeld in drie boeken: over binnenlandse politiek, over buitenlandse politiek en over grote Romeinen.
Machiavelli droeg de Verhandelingen op aan Zanobi Buondelmonti en Cosimo Rucellai. Deze twee welgestelde Florentijnen organiseerden culturele bijeenkomsten in de tuinen van de adellijke familie Rucellai (Orti Oricellari) waarop de intellectuelen van de stad zich onderhielden over literatuur, kunst en politiek. Machiavelli circuleerde in dat milieu, kreeg ondersteuning van hen en beschouwde ze als zijn vrienden. Zijn vorig werk De vorst had Machiavelli nog opgedragen aan Lorenzo II de' Medici, maar dat heeft hem geen voordeel opgeleverd. In bedekte termen rekende hij hier af met Lorenzo. "Schrijvers zouden de vorst aan de schandpaal moeten nagelen vanwege een hele serie wandaden. Een eerlijk oordeel vereist waardering voor degenen die daadwerkelijk weten te regeren, niet voor degenen die daartoe de kans, maar niet de kunde hebben."
De Verhandelingen zijn tevens een politiek manifest met hetzelfde maatschappelijk doel als De vorst. Machiavelli wilde de grootsheid van het Italiaanse vaderland in ere herstellen en hoopte dat er ooit iemand zijn roeping zou verder zetten. "Een goed mens heeft de taak om het goede dat hij niet heeft kunnen verwezenlijken, aan anderen door te geven, opdat van de vele talentvolle mensen die er zijn een enkeling die meer dan anderen door de Hemel is gezegend, dit goede tot werkelijkheid maakt."

## De universele principes van de staat
Machiavelli ging op zoek naar de universele principes van de staat. Hij formuleerde algemene regels waaraan een universele geldigheid toegekend werd. De menselijke natuur is door de eeuwen heen gelijk gebleven, de mens wordt altijd beheerst door dezelfde verlangens en daardoor komt hij altijd tot dezelfde gebeurtenissen. Uit de studie van het verleden blijken de fundamentele regels van de politiek en maatschappij. Het liet hem toe om lessen te trekken, gebeurtenissen te voorspellen en maatregelen te nemen. Voor een Italiaan lag het voor de hand om Rome als richtsnoer te nemen. De Romeinse Republiek had een expliciete voorbeeldfunctie voor het heden. "Rome had de kwaliteiten en de structuur om een groot rijk te worden. Als ze de juistheid en het nut van de organisatorische principes van de oudheid zouden inzien, zouden ze inzien wat de juiste manier is om een staat machtig te maken en een groot rijk op te bouwen."

### De geschiedenis van de Romeinse Republiek
Volgens de legende werd Rome gesticht in 753 v.Chr. door Romulus. Deze al dan niet mythische figuur wordt beschouwd als de eerste in een reeks van zeven koningen. In 509 v.Chr. kwam de monarchie ten val toen de laatste koning Tarquinius Superbus vermoord werd, "omdat hij een tiranniek bewind gevoerd had". Machiavelli prijst de moordenaar Lucius Junius Brutus als de vader van Romes vrijheid. Zo ontstond er een staat met twee consuls en een senaat. Toen de adel dacht zijn wil te kunnen dicteren, kwam het volk in opstand. De adel zag zich gedwongen het volk zijn deel van de macht te geven. Daarom werd in 494 v.Chr. het volkstribunaat ingesteld. De volkstribunen kregen grote bevoegdheden om de belangen van het volk te verdedigen. Vanaf dat moment spreekt men van de Romeinse Republiek. Rome werd de onbetwiste heerser in het Middellandse Zeegebied. Het is deze periode in de Romeinse geschiedenis tussen grofweg 500 en 150 v.Chr. die voor Machiavelli een voorbeeldfunctie heeft. "De Romeinse Republiek profiteerde van de kwaliteiten van eminente personen en groeide geleidelijk toe naar het toppunt van zijn macht. "
In de Romeinse Republiek was er een voortdurende strijd tussen de adel en het volk. "De eindeloze twisten in Rome waren niet schadelijk, maar juist heilzaam voor de Republiek, omdat ze uit goede bedoelingen voortkwamen." "Ze hebben geleid tot wetten en instellingen waarmee de vrijheid gebaat was." "De twisten liepen zelden uit op verbanning en hoogst zelden op bloedvergieten." Enerzijds "was de macht van de volkstribunen in Rome groot en tevens onontbeerlijk, want anders had de heerszucht van de adel niet beteugeld kunnen worden", maar anderzijds "toen de gezagsuitoefening van de tribunen een agressief karakter gekregen had, zou dat schadelijke gevolgen hebben gehad voor Romes vrijheid, wanneer de adel zich niet tegen de heerszucht van de tribunen verdedigd had." Dus "had het volk in Rome evenveel macht als de adel. De adel en het volk hielden elkaar in evenwicht. "Rome werd, althans tussen de verjaging van de koningen en de tijd van Marius en Sulla, nooit door een burger van zijn vrijheid beroofd."
Toen volkstribuun Tiberius Sempronius Gracchus in 133 v.Chr. de lex agraria (akkerwet) nieuw leven inblies, kwam het al eeuwen sluimerende conflict tussen adel en volk over het grondbezit tot uitbarsting. Het eerste hoofdartikel bepaalde dat een burger niet meer dan een bepaalde hoeveelheid grond mocht bezitten; het tweede dat de veroverde grond onder het Romeinse volk verdeeld diende te worden. De akkerwetgeving trachtte het grootgrondbezit te beperken en het stadsproletariaat betere perspectieven te bieden. Het merendeel van de adel kon daardoor zijn bezit niet meer vergroten en zou zelfs afstand moeten doen van grond. De wet stuitte op sterke weerstand van de adel. "Als deze wet in Rome ter sprake werd gebracht, raakte de stad in rep en roer. Het was onverstandig, want de macht van de tegenstanders van Romes vrijheid was ondertussen verdubbeld. Als het ging om politieke functies gaf de Romeinse adel het volk altijd zijn zin, maar als het ging om bezit, verdedigde hij zich zo hardnekkig dat het volk tot ondermijnende activiteiten overging."
De strijd tussen adel en volk leidde tot clanvorming. Ze besloten beiden om het lot in eigen handen te nemen en kozen een leider om voor hun belangen op te komen. Het volk schaarde zich voor meerdere jaren achter Marius en de adel achter Sulla. De magistraten stonden machteloos, want geen van beide partijen had nog vertrouwen in hen. Het volk stuurde als eerste aan op een confrontatie en op een breuk met de bestaande orde. Men greep naar de wapens en bloed begon er te vloeien. Er brak een burgeroorlog uit die zeer bloedig was en waarin de kansen regelmatig keerden. Uiteindelijk won de adel. Machiavelli heeft het over de "ondermijnende activiteiten van Marius en Sulla".
Deze sentimenten staken later de kop weer op in de tijd van Julius Caesar en Pompeius. Caesar had de leiding over de volkspartij en Pompeius over die van de adel. Caesar won de oorlog, trok alle macht naar zich toe en werd de eerste tiran van Rome dat zo voorgoed zijn vrijheid verloor. Machiavelli oordeelt heel negatief over Julius Caesar: "Caesar richtte zijn land te gronde en verdient verachting. Een samenzwering tegen het vaderland." Vanaf dat moment is Rome niet langer een staatkundig model voor Machiavelli. In de keizertijd met steeds verdorvener keizers verliest Rome zijn voorbeeldfunctie.
"Men ziet dat twee zaken tot de ondergang van de Romeinse Republiek geleid hebben: ten eerste de twisten die het gevolg waren van de Akkerwet, en ten tweede de verlenging van het oppercommando." "Het Romeinse volk was niet tevreden met het volkstribunaat en wilde meer politieke functies en bezit. Dat betekende de totale ondergang van Romes vrijheid."

### De stichting van een staat
De stichter van een staat moet streven naar absolute macht. Een radicale hervorming van een staat is enkel mogelijk als ze wordt opgezet en uitgewerkt door één man die alle macht naar zich toetrekt. Als het resultaat goed is, zal niemand hem een verwijt kunnen maken. Een enkel persoon is geschikt om iets op te bouwen, maar de consolidatie moet hij toevertrouwen aan een grote groep mensen. "Mijn conclusie is dat een staat door één enkele persoon moet worden opgezet." De stichters van een republiek of rijk kunnen onsterfelijke roem verwerven. "Rome had het grote geluk eerst een zeer manhaftige en krijgszuchtige koning te hebben." Anders was de stad een prooi geworden voor haar nabuursteden.

### Een gemengde staat voor de adel en het volk
Staten ondergaan een cyclische evolutie van zes fasen waarbij een staatsvorm maar korte tijd in stand blijft en onvermijdelijk afglijdt naar zijn tegenpool. Monarchie, aristocratie en democratie zijn de drie goede staatsvormen; tirannie, oligarchie en anarchie zijn de drie slechte staatsvormen. Steeds in deze volgorde: een monarchie vervalt gauw tot tirannie, een aristocratie tot oligarchie en een democratie glijdt af naar anarchie tot men wederom een vorst aanstelt. Een staat zou deze kringloop steeds opnieuw kunnen maken, als ze niet opgeslokt werd door een beter georganiseerde nabuurstaat. Rome heeft die fatale cyclus doorlopen. Eerst monarchie, aristocratie, dan een gemengde republiek, uiteindelijk een instortend keizerrijk. Machiavelli vond de theorie van de eeuwige kringloop niet uit; het werd al gehuldigd door Aristoteles, Polybios en Cicero.
De gemengde staatsvorm is de volmaakte orde. Verstandige wetgevers vermijden de goede staatsvormen in hun zuivere vorm en kiezen voor een combinatie van monarchie, aristocratie en democratie. Deze bestuursvorm is duurzamer en stabieler, omdat zo in één en dezelfde stad monarchie, aristocratie en democratie naast elkaar bestaan en elkaar controleren. In de Romeinse Republiek belichaamden de consuls de monarchistische component, de senaat de aristocratische component en het volkstribunaat de democratische component. De consuls hadden gezag over de senaat en de senaat had gezag over het volk. Dit gemengd bestuur bewaarde het evenwicht tussen de adel en het volk en stabiliseerde de staat. Van alle staatsvormen was de Romeinse Republiek het meest succesvol.

### Mandaten
In de Romeinse Republiek waren mandaten een beloning voor capaciteit, niet voor afkomst. "Het enige dat telde in Rome waren capaciteiten, onder welk dak deze ook woonden." "Leeftijd speelde in Rome overigens nooit een rol: men koos steeds de beste kandidaat, of deze nu jong of oud was." "De belangen van de staat zouden ernstig geschaad worden als deze niet terstond gebruik zou maken van diens capaciteiten." "Mensen die geboren zijn in een republiek moeten proberen met een opvallende daad, een bijzondere uitspraak de aandacht op zich te vestigen." En zich steeds opnieuw met verdienstelijke daden onderscheiden. Ervaren mannen dienen daarom behouden te worden in de staat. Hun verlies is buitengewoon schadelijk voor het algemeen belang.
Belangrijke mandaten werden in Rome niet te lang bekleed door dezelfde personen. De consuls waren voor één jaar benoemd; alle magistraten bleven maar kort in functie en waren niet direct herkiesbaar. Wanneer een vrij mandaat wordt verstrekt voor lange tijd (een jaar of meer), is dat altijd gevaarlijk.

### Godsdienst en voortekenen
"De hoogste lof die een mens ten deel kan vallen, is weggelegd voor de stichters van godsdiensten. Na hen komen de stichters van republieken en rijken." Godsdienst is een onmisbaar middel om een wild en onbeschaafd volk aan de regels van een geordende samenleving te onderwerpen. Een wetgever beroept zich op God om zijn wetten aanvaard te krijgen. Godsdienst is nuttig om goede mensen in hun gedrag te bevestigen, om de eendracht van het volk te bewaren, om de stad te reorganiseren en om de troepen te motiveren voor de strijd. Actieve beoefening van een godsdienst maakt staten groot. De leiders dienen de fundamenten van de godsdienst in ere te houden, ook al kunnen ze daar zelf niet in geloven. Met een handig gebruik van de godsdienst overwint het gezag problemen die het anders nooit overwonnen zou hebben. Het verval van religieuze tradities is een duidelijke voorbode van de ondergang van een land.
Godsdienst was een van de voornaamste redenen van de voorspoed van Rome. Het Romeinse volk was veel bevreesder voor de macht van God dan voor de macht van mensen. Bij elke belangrijke gebeurtenis raadpleegden ze de goden. Militaire actie werd pas ondernomen als de soldaten er eerst van doordrongen waren dat de goden aan hun kant stonden. Als iets echt moest worden doorgezet, deden ze dat hoe dan ook, al waren de vogeltekenen ongunstig. Ze pakten het zo handig aan dat er geen sprake leek van schending van godsdienstige regels.
Voor Machiavelli heeft de Hemel veel macht over het menselijk bestaan. "Elke gewichtige gebeurtenis wordt op één of andere manier aangekondigd: door voorspelling, openbaring, wonderen en andere hemelse tekenen." Een bliksem, een stem. "Men ziet vaak dingen ontstaan en gebeurtenissen plaatsvinden die de Hemel aan onze controle onttrokken heeft." "En toch zou het kunnen zijn dat de lucht vol geesten is. Hoe het ook zij, het is duidelijk dat zulke verschijnselen zich voordoen."

### Dictatuur en censuur
De Romeinen voerden het ambt van dictator in als er acuut gevaar dreigde. Een dictator werd voor een korte periode van ten hoogste zes maanden benoemd alleen om het probleem aan te pakken waarvoor hij was aangesteld. Eén man was bevoegd om zelfstandig te besluiten hoe het dreigende gevaar het hoofd te bieden, om alles te doen zonder ruggespraak, en om iedereen te straffen zonder dat beroep kon worden aangetekend. Maar hij was niet bevoegd om iets te doen wat de staatsrechtelijke orde zou aantasten. "Zolang de dictator benoemd werd conform de staatsrechtelijke regels en niet op eigen gezag, was zijn invloed op de Staat alleen maar heilzaam. Geen enkele Romeinse dictator bracht de Republiek ooit iets anders dan voordeel. Deze Romeinse institutie kan ongetwijfeld beschouwd worden als een van de instituties waaraan dat geweldige rijk zijn grootheid dankte; want zonder een dergelijke institutie komen staten uitzonderingssituaties moeilijk te boven."
De censors waakten over de plichten van de burgers tegenover de staat. Ze stelden een vermogensregister op voor alle families, inden belastingen en beheerden de staatsfinanciën. Ze waakten ook over de zeden van de burgers. "Het was vooral aan hen te danken dat de zedenverwildering in de stad vertraagd werd. De instelling van de censuur was een van de maatregelen die de vrijheid van Rome voor lange tijd hielpen garanderen."

### Rechtspraak
Machiavelli pleit voor de publieke wetten van een rechtsstaat waarmee burgers die de vrijheid ondermijnen met ambitie en agressie, kunnen aangeklaagd worden bij een instelling. "De grondlegger van een staat dient in de mogelijkheid te voorzien om onbevreesd en ongeremd aanklachten in te dienen tegen welke burger dan ook. Binnen een staat moet er een zo ruim mogelijke gelegenheid bestaan om op legale wijze uiting te geven aan protestgevoelens." Als de mensen hun aanklachten voorleggen aan een groot aantal rechters, kunnen ze hun recht halen binnen een wettelijk kader. Anders grijpt men naar de wapens en ondervindt de staat de gevolgen. "Men mag niet menen dat men onrecht op onrecht kan stapelen zonder dat het slachtoffer wraak zoekt, hoe gevaarlijk en schadelijk dat ook voor hem is. Iemand die zwaar onrecht aangedaan is en geen bevredigende genoegdoening krijgt, zal niet rusten totdat hij wraak genomen heeft, desnoods ten koste van zichzelf." Aanklachten behoeven verificatie en nadere toelichting waarmee hun juistheid wordt aangetoond. Want laster is schadelijk voor de staat en dient streng gestraft te worden.
Een goed georganiseerde staat vergeeft zijn burgers nooit vergrijpen vanwege verdiensten. Hij straft hem zonder enige rekening te houden met die goede daden. Als iemand het vermetele vertrouwen krijgt dat hij straffeloos een vergrijp kan plegen, is er van een goed geordende samenleving geen sprake meer. Voor de doodstraf moet er een rechterlijke instantie zijn om ook machtige burgers aan te pakken.

### Krijgsmacht
Bij Machiavelli staat of valt alles met een goed leger dat opgewassen is tegen de vijand. "De basis voor iedere staat is een goed leger. Waar dit ontbreekt zijn goede wetten of andere goede dingen ondenkbaar." "Goede soldaten zijn de ruggengraat van de oorlog. Geld is zeker een noodzakelijke behoefte, maar geld alleen is onvoldoende voor de overwinning. Goud is niet toereikend om goede soldaten te vinden." Staten moeten hun soldaten weten te maken uit eigen mensen. Het is nuttig een leger van eigen onderdanen te hebben. "Een goed gemotiveerd leger vecht voor zijn eigen glorie. Trouw en inzet mogen alleen verwacht worden van de eigen bevolking." In De vorst had Machiavelli al gezegd hoe nutteloos huursoldaten en hulptroepen zijn.
Er dient veel aandacht geschonken te worden aan militaire training. Gevechtstraining moet verplicht zijn voor iedereen. Overal worden er goede soldaten geboren, mits er maar iemand is om hen een militaire opleiding te geven. Ook in vredestijd houdt men niet op zich voor te bereiden op de oorlog. Deze staat van paraatheid maakt het mogelijk om op elk moment oorlog te voeren. Goede legers beschikken zowel over vechtlust als discipline. Zij staan een volk alleen toe de wapens op te nemen als dat op een georganiseerde manier gebeurt. Geen enkele verdediging is gevaarlijker en zinlozer dan een impulsieve en chaotische. In een goed gedisciplineerd leger gebeurt niets zonder dat daartoe instructie gegeven is. Door de discipline wordt de vechtlust in het vuur van de strijd alleen maar groter. Dan zal men de kunst verstaan om de ene slaglinie in de andere op te laten gaan en niet op elkaar te botsen.
Om aanspraak te mogen maken op het opperbevel, moet een commandant zelf een lans kunnen werpen, in de voorste linies opereren en meevechten in het heetst van de strijd. Een capabele vorst neemt persoonlijk de leiding van militaire operaties op zich. Een leger moet geleid worden door één commandant, niet door meerdere. Een meerhoofdige leiding is schadelijk als er verdeeldheid ontstaat. De Romeinen lieten hun legercommandanten de vrije hand. De senaat behield zich alleen het recht voor om nieuwe oorlogen te beginnen en om vredesverdragen te bekrachtigen. Alles werd verder overgelaten aan de consul, die dan naar eigen goeddunken slag kon leveren. Als hij zijn bevelen diende af te wachten, had het hem minder slagvaardig gemaakt. De Romeinse commandanten werden voor hun fouten nooit zwaar gestraft. De Romeinen wilden niet dat iemands taak die op zich al gevaarlijk genoeg was, ook nog andere gevaren zou moeten meewegen. Dan zou nooit van een slagvaardig commando sprake kunnen zijn. Ze waren al genoeg gestraft door de schande van de nederlaag. Een commandant beschikt best over manschappen die dezelfde instelling hebben als hijzelf en volledig vertrouwd zijn met zijn aanpak.
Moet een commandant leiding geven aan zijn troepen met hardvochtigheid of minzaamheid? Is hij gevreesd of geliefd? Hannibal wordt veracht voor zijn wreedheid en bedrog; Scipio Africanus wordt geprezen voor zijn milde menselijkheid. Ondanks dit enorme verschil in aanpak wisten beiden dezelfde successen te boeken die hen bezorgden. "Het doet er niet veel toe welke van deze wegen een commandant bewandelt, mits hij maar bekwaam is en met zijn capaciteiten een reputatie bij het volk weet op te bouwen." "Vaak is het zelfs zo dat wie zich gevreesd maakt een grotere aanhang krijgt en beter gehoorzaamd wordt dan wie zich bemind maakt."
"De basis en de ruggengraat van het leger, en het onderdeel dat de meeste aandacht verdient, is de infanterie." Een hecht gegroepeerde infanterie is heel moeilijk te verslaan. Om goed getrainde infanteristen te verslaan moet men nog beter getrainde infanteristen tegenover hen zetten. De aanpak van weleer is op de vijand afgaan en deze met het zwaard in de hand bevechten. De Romeinen hechtten bij al hun militaire operaties meer belang aan de infanterie dan aan de cavalerie. De cavalerie is onmisbaar in het leger voor verkenningen, plunderingen en het achtervolgen van vijanden, maar de infanterie blijkt tot veel meer in staat dan de cavalerie. Artillerie is veel nuttiger voor de aanvaller dan voor de verdediger. "De vuurkracht van de artillerie is zo groot dat ze ook de dikste muur binnen een paar dagen in puin schiet." Als de muren kapotgeschoten zijn, dient de verdediging van een stad dus net zoals vroeger te geschieden met blanke wapenen in een gevecht van man tegen man. Wie zich terugtrekt in een onaantastbare positie, zal door uithongering gedwongen worden om zijn stelling te verlaten en slag te leveren. "Ik acht het volledig onjuist dat oorlogen helemaal door de artillerie uitgevochten zullen worden. Als de troepen eenmaal slaags zijn geraakt, wordt de artillerie totaal overbodig. Vestingen dienen nergens toe. "Ze bieden niet de bescherming die je denkt. Als ze ooit overbodig waren, dan is het nu: want de vuurkracht van de artillerie maakt dat kleine oppervlakten onmogelijk te verdedigen zijn."

### Staatsverdiensten
Het is beslist noodzakelijk om beloningen uit te loven voor verdiensten. Als een commandant een belangrijke expeditie tot een succesvol einde brengt, dient de staat daar een beloning tegenover te stellen. Alle roem van de overwinning komt hem toe. Wie nuttige adviezen verstrekt en beleidsverbeteringen doorvoert ten bate van het algemeen belang, verwerft een soort aanzien dat heilzaam is voor de staat. Zij dienen beloond te worden voor geleverde adviezen en prestaties, zodat zij daar eer en voldoening in vinden. Als beloning voor verdiensten jegens de Staat werden triomftochten en andere onderscheidingen toegekend. Erkenning van verdiensten is mogelijk voor zover dat op publieke titel gebeurt, dat wil zeggen: De staat toont zich erkentelijk, niet de individuele burgers. Als een verdienstelijk burger niet beloond, maar juist gekleineerd of gestraft wordt, is dat een onvergeeflijke fout. Toch zijn er veel vorsten die zich daaraan bezondigen. Het is hun onmogelijk dankbaarheid te tonen jegens iemand die onder hun banier triomfen heeft gevierd.

### Bevolking
"Wie wil dat een stad het centrum wordt van een groot rijk, moet haar inwoneraantal kost wat kost zo groot mogelijk maken." De bevolking moet vermeerderen, de steden moeten groeien. Dat kan door vreemdelingen ruime mogelijkheden te geven zich in de stad te vestigen of door inwoners van omliggende steden gedwongen naar de stad te sturen. Machiavelli voelt zich anderzijds ongemakkelijk bij het idee van vreemdelingen, nieuwe families, andere mensen, een nieuw beleid. Fabius Maximus neutraliseerde hun invloed op de Romeinse politiek. "Hij had dat gevaar goed ingeschat en kon voorkomen dat zij heel Rome in het verderf zouden storten."
"De nuttigste grondregel die men in een vrije staat kan kiezen, is de burgers arm houden." "Goed georganiseerde republieken houden de staatskas gevuld en de burgers arm." "De geschiedenis leert dat vierhonderd jaar na de stichting van de stad nog grote armoede heerste in Rome." "Armoede vormde geen beletsel voor welke benoeming of welke onderscheiding ook." In Rome hield men de armoede hoog in ere, men had vrede met de armoede en hechtte minder belang aan rijkdom. "Deze armoede bleef bestaan tot de gelukkige tijden van de Republiek op hun einde liepen: tijden waarin een burger Rome met zijn overwinning verrijkte, en zelf met armoede genoegen bleef nemen." "Men zou met talloze voorbeelden kunnen aantonen dat armoede tot veel betere resultaten leidt dan rijkdom, en dat armoede steden, landen en geloofsgemeenschappen tot bloei heeft gebracht, terwijl rijkdom ze te gronde heeft gericht."

## Politieke gevaren
Wanneer burgers met geweld onwettige macht verwerven, is dat funest voor een vrij politiek systeem. Als de adel en het volk het niet eens worden, schuift een van beide partijen iemand naar voren. Frontvorming leidt naar burgertwisten, burgertwisten tot de ondergang van de staat.

### De heerszuchtige adel
De bezittende klasse kan de grootste schade aanrichten in een staat. Ze zijn het meest belust op de macht, hebben meer middelen om de politieke orde te ontwrichten en roepen in de meeste gevallen de spanningen op. De machtshonger van de elite is zo groot dat een staat zijn ondergang tegemoet gaat. "Een kleine groep mensen dient altijd een kleine groep mensen, en wel de machtigste." "Weliswaar heeft de adel een neiging naar tirannie, maar een tiran kan de adel nooit in zijn geheel voor zich winnen, omdat de eerzucht en de hebzucht van de adel daar te groot voor zijn; hij beschikt nooit over zoveel middelen en zoveel banen dat hij iedereen tevreden kan stellen."

### Het heerszuchtige volk
Het volk heeft een overdreven verlangen om vrij te zijn. Lokkende vooruitzichten en fraaie beloften brengen het gemakkelijk op drift. Het volk maakt de fout iemand groot gezag te verlenen in de verwachting dat hij de vijanden van het volk zal aanpakken. Ze hebben vertrouwen in iemand en de ondergang is onvermijdelijk. Deze man zal de volksgunst uitbuiten om de adel uit te schakelen. Daarna zal het volk spoedig ondervinden dat het geknecht is. Deze methode is gevolgd door al degenen die ergens een tirannie hebben gevestigd.

### Heerszuchtige burgers
Machiavelli maakt een vergelijking tussen de briljante legercommandanten Manlius Torquatus en Valerius Corvinus. Manlius was een ijzersterke persoonlijkheid die trouw bleef aan vaderland en consul, vader en voorouders. Met zijn krachtige geest kon hij krachtige bevelen geven en wou die bevelen opgevolgd zien. Zijn karakter dwong hem even streng op te treden voor iedereen. Manlius was onderworpen aan de wetten van de republiek, handhaafde de krijgstucht in Rome en handelde uitsluitend in het algemeen belang. Valerius Corvus was een minzame persoonlijkheid die zich beperkte tot normale bevelen. De gewone regels waren gezonde regels en een straf was enkel te wijten aan de wetten van de Staat. Bij Valerius konden er vraagtekens geplaatst worden bij de persoonlijke band met zijn soldaten. Zijn optreden wordt verdacht als hij een eigen aanhang opbouwt. Als persoonlijke ambities naar macht een rol spelen, is men gedwongen hem aan te pakken en onschadelijk te maken. "Ik geloof dat de methode van Manlius meer waardering verdient en minder risico's inhoudt in een republiek." "Als een burger door het leger wordt gesteund, dan is dat strijdig met de aard van zijn positie die wil dat hij zich onderwerpt aan de wetten en gehoorzaamt aan het openbaar gezag. Zo'n aanpak plaveit de weg naar tirannie."
Machiavelli is als de dood voor populaire burgers. Als iemand burgers gunsten verleent en maakt dat ze hem door dik en dun steunen, brengt de invloed en het aanzien hem in de verleiding om de staatsorde te ondermijnen en de wetten te schenden. De schuldige moet tot de orde geroepen worden. Op het einde van de Romeinse Republiek werden steeds dezelfde personen belast met de hoogste staatsambten en het oppercommando van de Romeinse legers. Dat verminderde het aantal burgers met groot gezag. "Na verloop van tijd vergat dat leger de senaat en ging het zijn opperbevelhebber als de hoogste autoriteit in de staat beschouwen." De commandant was verzekerd van de steun van zijn leger om een staatsgreep te plegen.

### Tirannie
Machiavelli veroordeelt tirannie op een consequente manier. Het zijn kwaadwillige burgers die de bevolking bloedig onderdrukken met arrogant machtsmisbruik en gruweldaden. "Met een tiran is het minste kwaad dat de staat geen vooruitgang meer boekt, maar meestal, of eigenlijk altijd, gebeurt het dat het verval inzet. Als een tiran toevallig capabel is, komt dat niet ten goede aan de gemeenschap, maar uitsluitend aan hemzelf. Vorsten dienen te begrijpen dat hun macht begint te tanen zodra ze inbreuk beginnen te maken op wetten." "Geen enkele heerser heeft ooit iets gewonnen met het kweken van haat." "Wrede methodes die haaks staan op alles wat christelijk, ja zelfs op alles wat menselijk is. Iedereen dient zich daar verre van te houden." "Het is niet verwonderlijk dat volkeren zich gruwelijk wreken op degenen die hun de vrijheid ontnomen hebben." "Er zijn maar weinig tirannen die het niet slecht vergaat."
"Uiteindelijk beland je dan in een situatie dat je moet kiezen: óf proberen de bewuste persoon uit de weg te ruimen óf hem zijn gang laten gaan. Het is gevaarlijk om hem aan te pakken en levensgevaarlijk om hem zijn gang te laten gaan." Als de ster van de tiran pijlsnel gerezen is, is er weinig meer dat men kan doen. Zijn positie wordt op een gegeven moment onaantastbaar. Het is veel veiliger om tijd te winnen dan om te proberen die ontwikkeling de kop in te drukken. Anders bereikt men alleen maar dat zijn macht nog sneller gaat toenemen. "Ik vind het verstandiger om tijd te nemen dan om er dwars tegen in te gaan." Het is oppassen dat men niet aanwakkert wat men wil uitdoven.

### Samenzweringen
Machiavelli wil iedereen afraden om samen te zweren tegen de staat. "Om vorsten dus te leren zich voor zulke gevaren te hoeden, en om onderdanen te bewegen zich minder snel aan zulke ondernemingen te wagen (sterker nog: om hen te leren vrede te hebben met het gezag dat het lot over hen heeft aangesteld), zal ik hier uitvoerig aandacht aan besteden." "Waarlijk, Cornelius Tacitus bezigt gulden woorden als hij zegt dat men het verleden dient te eren en het heden te respecteren; dat men verlangend dient uit te zien naar goede vorsten, maar vorsten dient te nemen zoals ze zijn. Waarachtig, wie anders handelt, richt meestal zowel zichzelf als zijn vaderland te gronde." Machiavelli wil ons doen geloven dat samenzweringen een geringe kans op slagen hebben. Een samenzwering is moeilijk en levensgevaarlijk in al haar fasen. Er worden talloze samenzweringen beraamd, en maar een enkele wordt met succes beloond. Maar tegelijk zegt hij "dat veel meer vorsten hun leven en hun macht hebben verloren door samenzweringen dan door openlijke oorlogvoering."
Samenzweringen hebben wel degelijk een redelijke kans van slagen en vormen een wezenlijk gevaar voor vorsten. Samenzweringen worden altijd beraamd door hooggeplaatste personen of vertrouwelingen die gemakkelijk toegang tot hem hebben. Een vorst moet oppassen voor degenen die hij te veel gekoesterd heeft, want het enige dat ze nog ontberen, lijkt de troon zelf te zijn. Samenzweringen mislukken door verraad en onvoorzichtigheid, maar "als ze hun verraad weloverwogen zouden weten te plegen, zou mislukking gewoonweg uitgesloten zijn." Het is dus verstandig om niemand in vertrouwen te nemen. Breng de andere samenzweerders niet eerder op de hoogte dan wanneer je in actie wil komen. "Deze samenzweringen hebben allemaal succes gehad." Spreek daarom nooit over een samenzwering tenzij dit noodzakelijk is en de aanslag aanstaande. Doe het hoogstens met één persoon. Tegen de beschuldiging van één persoon kun je je teweerstellen. Het ja van de een is evenveel waard als het nee van de ander.

### Afgunst en achterdocht
Afgunst en achterdocht beletten mensen het gezag te verwerven dat in belangrijke kwesties nu eenmaal onontbeerlijk is. Zonder burgers met aanzien kan een republiek niet bestaan en is ordentelijk bestuur ondenkbaar, maar het aanzien van bepaalde burgers is ook de oorzaak dat republieken afglijden naar tirannie. Het kan niet anders of de achterdocht bekruipt de vorst direct na de triomf van zijn commandant. De vorst raakt geobsedeerd door het idee dat hij die commandant moet onschadelijk maken. Na een briljante triomf werd Antonius Primus gedegradeerd tot een figurant. Scipio Africanus maakte zoveel indruk dat zelfs de magistraten in Rome zijn gezag begonnen te vrezen. De geschiedenis wemelt van dergelijke gevallen. Dit soort achterdocht zit vorsten zo ingebakken dat zij die niet van zich af kunnen zetten.
In de Romeinse Republiek waren er altijd zoveel bekwame en door triomfen gelauwerde mensen dat ze elkaar in de gaten hielden. Het geringste teken van heerszucht werd vermeden. De commandant moet eerst alle afgunst wegnemen. Hij kan zich volledig ter beschikking stellen van zijn vorst en duidelijk maken dat de veroveringen ten goede komen aan de vorst en niet aan hemzelf. Camillus liet zijn wagen in een triomftocht trekken door vier witte paarden en dat deed de mensen fluisteren dat hij de hoogmoed had om zichzelf te vergelijken met de Zon. Hij werd uit Rome verbannen. "Een verwaande, opgeblazen indruk maken. Er is niets waar een volk, en vooral een vrij volk, een grotere hekel aan heeft. Ook al hebben ze geen enkele last van die verwaandheid en die dikdoenerij, toch haten zij degene die zich zo gedraagt."
Machiavelli toont veel begrip voor de achterdocht van vorsten en volkeren. "Als achterdocht de reden is waarom een beloning geweigerd wordt, verdienen volk en vorst enig begrip." Want achterdocht is hem niet vreemd. "Men dient het doen en laten van de burgers nauwlettend in het oog te houden, want vaak schuilt in een edelmoedige daad een kiem van tirannie."" Om die reden werd in Rome een rijke burger die op eigen kosten graan kocht en het volk daarmee voedde, ter dood gebracht.

### Collectieve straffen
Machiavelli is meedogenloos voor kwalen die de staat ondermijnen. Rome schrok er niet voor terug om schuldigen in grote aantallen aan te pakken. "De grandeur van de Romeinse staat en de straffe hand blijkt uit het feit dat men niet aarzelde om in één keer een heel legioen of een hele stad terecht te stellen, een acht- à tienduizend man in ballingschap te sturen onder een uitzonderlijk hard regime. " Vele duizenden mannen en vrouwen waren bijvoorbeeld betrokken geweest in de orgieën van de bacchanalen en tot zelfmoord gedwongen. "De bacchantes kregen de straf die zij op grond van hun vergrijpen verdienden." "Maar de verschrikkelijkste van alle straffen was de decimatie van de legers, waarbij in een heel leger één op de tien mannen, die door het lot werden aangewezen, terechtgesteld werden. Om een mensenmassa te straffen had men geen afschrikwekkender methode kunnen bedenken dan deze."

## Politieke strategieën
Machiavelli bespreekt de strategieën die de Romeinen hanteerden, om hun vijanden uit te schakelen. Oorlog voeren staat bovenaan de lijst.

### Oorlogvoering
Machiavelli laat er geen twijfel over bestaan welk krijgszuchtig volk de Romeinen waren. "De Romeinen richtten al hun aandacht op de oorlogvoering en hadden daarbij altijd hun eigen voordeel voor ogen, zowel financieel als in elk ander opzicht. De Romeinen voerden in een hoog tempo oorlog. In de vroegste geschiedenis van Rome waren er altijd Romeinse legers op expeditie. Bijna al de oorlogen van de Romeinen waren offensief en niet defensief. De Romeinen hielden deze kordate strategie in ere zolang zij vrij waren." De Romeinse Republiek was op expansie belust en hoefde alleen de plaatselijke machthebbers te elimineren om de gehoorzaamheid van het volk te krijgen. "En ondertussen groeit Rome op de puinhopen van Alba."
De Romeinen bestreden de vijand met strooptochten en veldslagen. Ze oefenden voortdurend pressie in de vorm van rooftochten, plunderingen en andere vormen van agressie. De oorlogen waren kort en krachtig. Bij de oorlogvoering zetten ze namelijk massaal troepen in waardoor ze in zeer korte tijd ten einde waren. "Meer dan vierhonderd vijftig jaar lang probeerden zij de vijand murw te maken door zijn legers in veldslagen te verslaan en zijn grondgebied te plunderen en legden hem dan via een bondgenootschap hun gezag op. Deze methode bleven zij altijd trouw. Ze beseften dat een rijk via een veldslag in één dag te veroveren viel, terwijl het beleg van een zich fel verdedigende stad vele jaren vergde. Iedere andere methode was geschikter en voordeliger dan een belegering. Er zijn nauwelijks voorbeelden te vinden van belegeringen." Een nederlaag dient vermeden te worden. Als je iets kwijt raakt wat je wilde verdedigen, zijn de schade en het verlies aanzienlijk. Verlaten en verwoesten wat je onverdedigbaar acht, is een veel betere oplossing dan een poging tot verdediging die vervolgens mislukt.
"De hele strategie van de Republiek was van nooit te betalen voor land, nooit te betalen voor vrede, alles verwierf ze door bekwaam ervoor te vechten. Als je voor iets hebt willen betalen met goud, ben je niet bij machte om het met ijzer te verdedigen." "Omdat de Romeinen hun oorlogen met ijzer voerden, hadden ze nooit gebrek aan goud; want dat laatste werd door bange opponenten bij hun kampementen afgeleverd." De oorlogsbuit kwam ten goede aan de staatskas voor de financiering van de militaire operaties. De grond werd toegewezen aan kolonisten. Met kleine percelen kon men meer mensen sturen die de bezettingsmacht in de veroverde streek moesten vormen.
Als een natie weerbaar is, moet hij een machtige vijand altijd in eigen land opwachten. Hoe dichter de vijand Rome naderde, des te sterker werd het verzet waarop hij stuitte. Voor de verdediging van eigen huis en haard is het buitengewoon moeilijk hen te verslaan. Het hart van het rijk was goed bewapend en de verste ledematen kregen minder aandacht. De Romeinen maakten op het einde van hun rijk de fout om financiële steun te verlenen aan de vorsten en volkeren aan zijn grenzen, maar zodra de vijand daardoorheen getrokken was, waren zij reddeloos verloren.

### Motiveren van de troepen
Een leger met zelfvertrouwen wint. Zelfvertrouwen leidt bijna altijd tot de overwinning. Men moet de soldaten zoveel vertrouwen geven dat ze rotsvast in de overwinning geloven. Want "op het slagveld kan elk gerucht, elke kreet, elk geschreeuw de volksmassa's van hun stuk brengen en op de vlucht doen slaan." Grote commandanten benaderen een leger op speciale wijze om het moed in te spreken voor een gevecht met een onbekende vijand. Hij geeft hen het gevoel dat de overwinning voor het grijpen ligt. Hij weet de eendracht en het vertrouwen onder de soldaten te bewaren. De legercommandant Torquatus zag zich zelfs gedwongen zijn eigen zoon te doden, omdat hij de krijgsdiscipline verbroken had en Decius zocht de dood tussen de vijanden, omdat de goden hen dan de overwinning zouden verlenen.
Noodzaak is stimulerend voor de vechtlust. Commandanten sluiten alle uitwegen af voor hun eigen soldaten en laten ze de dwang van de noodzaak voelen. Zolang ze tot vechten gedwongen worden, vechten ze als leeuwen. Om elke discussie over vrede de kop in te drukken, kan men bewust een zwaar vergrijp plegen tegen degene met wie men een akkoord wil voorkomen.
In de strijd tegen een onbekende, maar gereputeerde vijand is het praktisch een onontkoombare noodzaak om de soldaten voor de slag via schermutselingen aan de vijand te laten ruiken. Ze kunnen ervaring opdoen en hun angst kwijtraken. Men mag een schermutseling enkel aangaan vanuit zo'n voordelige positie dat men geen enkel risico loopt die te verliezen, want een nederlaag kan het leger demoraliseren.

### Demoraliseren van de vijand
Er bestaan veel listen om de vijand te demoraliseren. Knechten op ezels laten doorgaan voor cavaleristen, soldaten met brandende lansen de stad uit sturen. Een uitweg open laten, pardon in het vooruitzicht stellen, duidelijk maken dat je het niet op de gemeenschap, maar op de heersers gemunt hebt, dat ongewapende mannen niet aangevallen mogen worden. Steden gaan soms open door een blijk van menselijkheid of barmhartigheid, van zedelijkheid of edelmoedigheid.

### Er is geen middenweg tussen vriend of vijand
"In gewichtige politieke kwesties vermeden de Romeinen altijd de middenweg en kozen voor categorische oplossingen. Dat doe je door hen óf totaal onschadelijk te maken door hun alle wapens uit handen te slaan, óf dermate goed te behandelen dat ze geen reden hebben om verandering te willen." "Als men vonnis moet wijzen over belangrijke steden, die gewend zijn aan hun vrijheid, dan moet men ze strelen of kelen; elke andere aanpak is verkeerd." "In het eerste geval kregen ze vrijstellingen en privileges, burgerrechten en allerlei garanties voor hun veiligheid; in het tweede geval werden hun steden verwoest en bevolkt met kolonisten, moesten de bewoners zelf in Rome komen wonen en werden ze over zoveel plaatsen verspreid dat gewapend verzet of intriges onmogelijk werden." "De Romeinse methode diende te worden gehanteerd: óf haar tot bondgenoot maken, óf haar verwoesten." "Het advies volgen om de vijanden óf in vrijheid te stellen, óf allemaal af te maken, maar niet de middenweg te bewandelen, waarmee je geen vrienden wint, en geen vijanden verliest. De middenweg is in de politiek altijd funest geweest." "Een middenweg bewandelen is onmogelijk, omdat onze natuur dat niet toestaat." "Compromissen dienen angstvallig vermeden te worden, omdat die schadelijk zijn."
"De heerser moet een voorbeeld stellen en om zijn eigen veiligheid denken, hij heeft geen andere keus dan hun verdelging bij ernstige vergrijpen tegen een staat." "De enige effectieve manier is simpelweg het elimineren van de leiders van de strijdende partijen. Dat is ongetwijfeld de zekerste methode. Mozes was gedwongen om talloze mensen te vermoorden om zijn wetten en instellingen te laten respecteren. Dergelijke executies dragen iets groots en iets krachtigs in zich." "Exemplaire straffen voor vijanden van de nieuwe orde zijn noodzakelijk. Men mag nooit iets kwaads laten voortbestaan." "Piero Soderini besefte niet dat kwaadaardigheid zich niet laat temmen door de tijd, zich niet laat paaien met welk cadeau dan ook. Waar veel bloed is vergoten, kan een opgelegde vrede onmogelijk duurzaam zijn. Het is onwaarschijnlijk dat nieuwe vijandelijkheden uitblijven." "Het is gevaarlijk om iemand van de macht, maar niet van het leven te beroven, ook al probeert men hem door gunsten voor zich te winnen. De vorst kan nooit zeker zijn van de macht in zijn rijk zolang degenen die hij daarvan beroofd heeft nog in leven zijn. Want mensen dienen óf gekoesterd óf uit de weg geruimd te worden." "Voor afgunstigen is er geen ander middel dan de dood. Je moet ze uit de weg te ruimen, alvorens wat dan ook te ondernemen."

### Bondgenoten
Om de Latijnen en andere volkeren in de regio te onderwerpen, noemden de Romeinen hen bondgenoten. Rome had in heel Italië een groot aantal bondgenoten gemaakt, die in menig opzicht gelijkberechtigd waren, maar wel was het oppercommando bij Rome blijven berusten. Het machtscentrum zetelde in hun gebied. Ondertussen traden de Romeinse legers buiten Italië, onderwierpen volkeren die alleen Rome erkenden als hun heerser. Rome had te veel macht gekregen dankzij de provincies buiten Italië. Opeens zagen de Italische bondgenoten van Rome zich gedomineerd door de metropool van Rome. Rome werd zo machtig dat het iedereen de baas kon. Van bondgenoten werden zij net als de anderen onderdanen. Dit was de methode die Rome volgde bij de uitbreiding van hun gebied. De bondgenootschappelijke benadering was het grootste bedrog waarvan Rome zich in zijn beginperiode kon bedienen. Deze strategie is de enige die een naar expansie strevende republiek kiezen kan. Het is beter bondgenootschappen aan te gaan dan hen regelrecht tot onderdanen te maken. Het voeren van een gewelddadig bewind is moeilijk en kost veel moeite.

### Bescherming
"Voor een machtsbeluste vorst of republiek is er geen mooiere kans om een stad of land in bezit te nemen dan een verzoek tot het zenden van troepen om datzelfde land te verdedigen." "Rome had zich als doel een roemrucht rijk gesteld. Als anderen een beroep op Rome deden, kon ze deze hulp daarom niet weigeren. Na een vrijwillige overgave kwamen de Romeinen andere volkeren te hulp. Ze moesten zich uit eigen beweging uitleveren aan degene door wie ze verdedigd willen worden. Soms herstelde een Romeinse burger orde en gezag in hun stad. "Het is een onmiskenbaar teken van kracht, wanneer een staat erin slaagt zich door zijn naburen te laten betalen voor zijn vriendschap. Om zich van Romes vriendschap te verzekeren droegen volkeren langs de grenzen van het Romeinse Rijk allemaal bij met betalingen en schattingen en verlangden daarvoor geen andere tegenprestatie dan militaire bescherming." Ze moesten in de beurs tasten om door haar beschermd te worden.
De Romeinen lieten de veroverde steden leven volgens hun eigen wetten, ook als deze zich niet als bondgenoten, maar als ondergeschikten aan hen uitleverden. Ze lieten hun gezag in zijn waarde. "Hier blijkt hoe bevorderlijk deze vorm van gezag was voor de Romeinse expansie. Ze schikken zich veel gemakkelijker naar een overheersing die onzichtbaar blijft. Hoe minder lust tot overheersing je toont, des te eerder werpen de mensen zich in je armen; en hoe minzamer en menselijker je bent, des te minder achten ze hun vrijheid door je bedreigd."

### Vredesverdragen
Machiavelli is voorstander om aan te sturen op een vergelijk. "Voor verstandige vorsten en republieken is het feit dat ze gewonnen hebben voldoende." Sommige eisen inwilligen, sommige eisen inslikken. Genoegen nemen met een akkoord is een gedeeltelijke overwinning. Voor beide partijen is dat eervol en bevredigend. Het is beter geen enkel risico te nemen als het een kwestie van leven of dood betreft. De redding van het vaderland ligt soms in vrede, en niet in oorlog.
Als de vredesvoorwaarden goed zijn, zal de vrede gerespecteerd worden. Het is een ongelukkige situatie als men vredesvoorwaarden voorgelegd krijgt die onaanvaardbaar zwaar zijn. Er mag geen trouw verwacht worden van mensen die men besluit te knechten. Het is niet schandelijk om beloften te breken die onder dwang zijn afgelegd. Afgedwongen beloften op politiek gebied zullen altijd gebroken worden zodra de dwang komt weg te vallen.

### List en bedrog
"Een vorst die grote ambities koestert, moet leren bedrog te plegen. Zonder dat bedrog zou hij nooit zijn latere macht bereikt hebben. Dat is ook noodzakelijk voor republieken totdat hun macht geconsolideerd is en geweld alleen volstaat. Het is dus duidelijk dat de Romeinen bij de opbouw van hun macht ook het bedrog niet hebben geschuwd."
Het is de kunst om zonder je bedoelingen te laten blijken te zorgen dat je hoe dan ook je zin krijgt. Nooit laten merken dat je hen wil onderwerpen. - Een reden om oorlog te voeren kan ook gezocht worden. - Wie verandert van een menselijke naar een meedogenloze politiek, moet dat geleidelijk doen. Hij heeft tijd nodig om nieuwe vrienden te winnen. Anders is het zo abrupt dat niemand meer de minste twijfel kan koesteren over de valsheid van zijn karakter. - Zonder geweld kan men zijn wil opleggen aan een verdeelde vijand. Een aanval kan de eensgezindheid van de vijand herstellen. Het is beter vertrouwen te kweken en mondjesmaat steun te geven aan de zwakste partij. Massale steun zou het vermoeden doen rijzen dat je ze wil onderwerpen. Als ze de voortdurende conflicten beu zijn, zullen ze zich spontaan onder je bescherming plaatsen. - Heb je meerdere vijanden, dan is het altijd verstandig om er één los te weken van de rest van de vijandelijke coalitie. Met een beetje handigheid kan men de vele machten uit elkaar spelen en hun sterke alliantie verzwakken. - Een vorst met open vizier bestrijden is de aanpak die de voorkeur verdient. Maar als hun krachten niet volstaan, kunnen ze zich bij hem in de gunst werken, zich voegen naar zijn voorkeuren. Het biedt je alle kans om je plan te volvoeren. Machiavelli schuwt een samenzwering dus niet.
"Bedrog strekt in het kader van oorlogvoering tot lof en eer. Ik wil alleen zeggen dat het niet mijn bedoeling is om bedrog als lovenswaardig te betitelen, want zo verwerf je weliswaar soms macht, maar roem zou je zo nooit verwerven. Het bedrog dat ik bedoel, is het type bedrog dat gepleegd wordt jegens een vijand." Zoals doen alsof men op de vlucht slaat, soldaten verkleden als herders.

### Verbaal geweld
"Een van de verstandigste dingen die een mens kan doen is zich onthouden van dreigende of beledigende taal. Geen van beide verzwakken namelijk de vijand: bedreigingen maken hem waakzamer, en beledigingen voeden zijn haat." Verbaal geweld is van geen enkel nut. Scheldwoorden en beschuldigingen veranderen stuk voor stuk in wapens die tegen je worden ingezet. Op die manier wekt men veel meer agressie met woorden dan met wapens. Als ze onderling gebezigd worden, dan zijn de gevolgen nog kwalijker als men niet ingrijpt. Er is niets dat de gemoederen meer verhit dan mensen die in hun eer werden aangetast.

## Tegen de Medici, de Kerk en het christendom

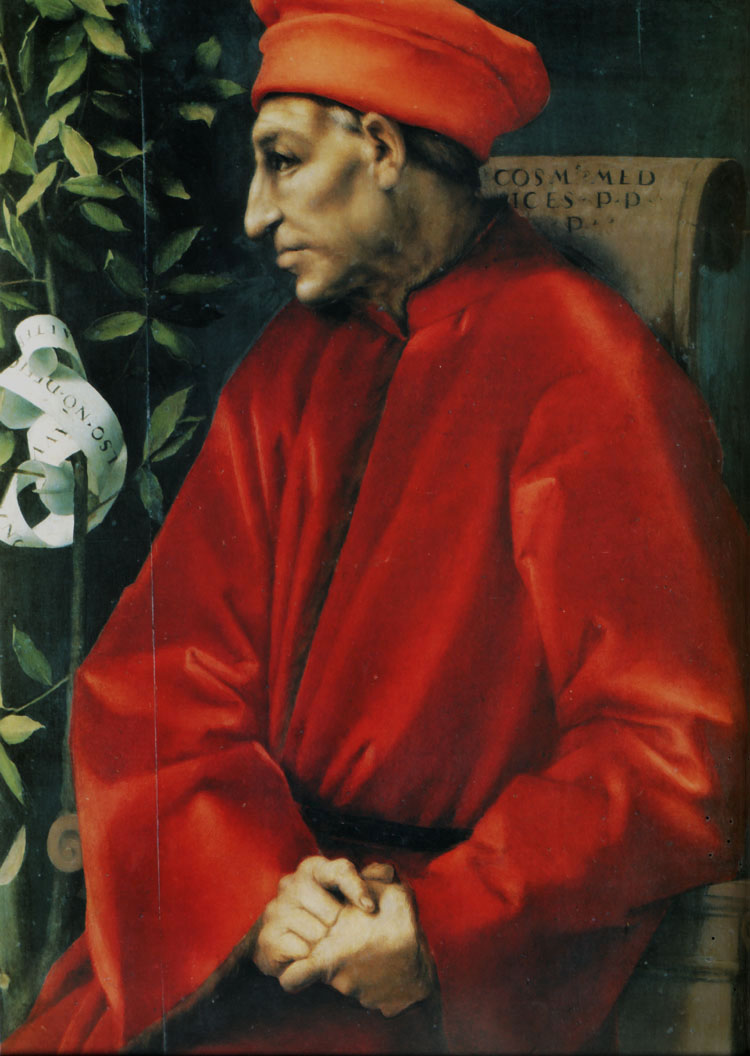
Cosimo de' Medici de Oudere.

Machiavelli vertelt dat de Medici als vijanden van de Florentijnse Republiek gehaat werden door het volk van Florence. "Cosimo de' Medici de Oude, die de basis legde voor de macht van de Medici in onze stad, verwierf dankzij zijn eigen politiek inzicht en de onnozelheid van zijn medeburgers zo'n grote invloed, dat hij een bedreiging voor de staat begon te worden. Een van de praktijken waarvan een zeker burger zich bediende op zijn weg naar de macht, was lasterpraat." In de opdracht had hij al de maat genomen van Lorenzo II de' Medici.
Hij laakt de verdorven moraal van de kerkvorsten en prelaten die het geloof te gronde richten. "Door het kwalijke voorbeeld van het pauselijke hof is elke devotie en elke godsdienstigheid in dit land verdwenen." De bestraffing van hun wandaden wordt overgelaten aan God en dus begaan deze prelaten alle kwaad dat maar mogelijk is, omdat ze niet bevreesd zijn voor een straf die ze niet zien en waarin ze niet geloven. De Kerk houdt de eenheid van Italië tegen. "De Kerk houdt Italië verdeeld. Ze is de oorzaak dat Italië nooit onder één gezag is kunnen komen, maar altijd verschillende vorsten en heren gehad heeft. Ze heeft haar zetel en wereldlijke macht gevestigd, maar zonder ooit de kracht te ontwikkelen om de rest van Italië onder haar gezag te brengen. De Kerk was niet machtig genoeg om heel Italië aan zich te onderwerpen, maar tevens verhinderde ze dat een ander dat deed. Dat hebben we te danken aan de Kerk en aan de Kerk alleen." Op een bepaald moment heeft Giampaolo Baglioni, tiran van Perugia, de kans laten schieten om paus Julius II en zijn kardinalen uit de weg te ruimen. Het oordeel van Machiavelli luidde: "Dan had Baglioni iets gedaan waarvan de grandeur groter was geweest dan alle schande."
Hij spreekt negatief over het christelijk geloof. "Door het christendom houden we minder van onze vrijheid." Er is niet meer zoveel liefde voor vrijheid en aardse roem. Geen mentale en lichamelijke weerbaarheid, geen vergelding of verdediging van het vaderland. Deze ootmoedige contemplatieve mensen hebben een veel ingetogener karakter. Ze verzaken aan het aardse, verloochenen zichzelf, incasseren klappen en dragen lijdzaam. "Deze levensfilosofie heeft de wereld kwetsbaar gemaakt." De mensen zijn week geworden. Hun laffe ingesteldheid is een manifeste misvatting.

## De politieke waarden van Machiavelli
Het vaderland is de hoogste waarde van Machiavelli. Voor de grootsheid en expansie van het vaderland moet al het andere zich ten dienste stellen.

### De Romeinse Republiek
Machiavelli bewondert de Romeinse Republiek. Hij is zich bewust dat het oordeel over voorbije tijden meestal onjuist is. "Het is waar dat de gewoonte bestaat om het verleden te verheerlijken en het heden te verketteren, maar het is niet altijd waar dat men zich daarin vergist." "Maar heus, als de deugden en kwaliteiten van toen en de verdorvenheid van nu niet zonneklaar waren, zou ik voorzichtiger zijn in mijn oordeel. Ik zal rechtuit en onomwonden mijn mening geven, teneinde jonge lezers van dit werk te bewegen om het heden te verfoeien en het verleden tot richtsnoer van hun handelen te maken." "Maar de grootst mogelijke bewondering wekt de macht die Rome verwierf nadat het zich van zijn koningen had bevrijd. Zij effenden voor zichzelf het pad naar een macht die haar weerga niet kende." "En hier blijkt wat een volmaakte stad Rome toen was, en wat een gezond klimaat er heerste."
Het contrast met de minachting voor zijn tijd is groot. "Wie nu in Italië woont, heeft gelijk als hij zijn eigen tijd verkettert en het verleden verheerlijkt. Want in zijn geval dwingt het verleden in allerlei opzichten bewondering af, terwijl het heden een troosteloze poel van ellende, schande en bederf is. De godsdienst wordt niet meer in ere gehouden, de wetten worden niet meer nageleefd, de krijgsdienst wordt niet meer beoefend: alles is bevlekt en bezoedeld." "In onze tijd zijn talloze regels van Rome volstrekt genegeerd: sommigen achten ze onjuist, anderen onuitvoerbaar, weer anderen irrelevant en nutteloos."

### Eendracht, expansie en grootsheid van het vaderland
Machiavelli streeft de belangen van het vaderland na. In zijn nationalisme is hij gefocust op de gemeenschap, gemeenschapszin, gemeenschapsbelang en algemeen belang. Een goed burger offert zich op voor zijn vaderland. Een burger heeft genoeg aan de roem die de oorlog hem brengt en laat het materieel gewin volledig ten goede komen aan de staat. Hij hekelt eigenbelangen, persoonlijke ambities en belangen van de eigen clan. Zo'n individuen hebben eerder hun persoonlijk gewin dan het algemeen belang voor ogen. Om hun vuige verlangens te bevredigen, zouden ze desnoods bereid zijn hun vaderland op te offeren. Hij spaart de machtige en populaire burgers niet die hun macht willen vergroten ten koste van het algemeen belang. "Niet het individuele belang, maar het gemeenschapsbelang maakt een stad groot." "Alles wat aan het gemeenschappelijk welzijn bijdraagt, wordt ten uitvoer gebracht, ook al gaat dat ten koste van dit of dat privé-belang. Er zijn zoveel mensen wier belang daarmee wel gediend wordt, dat men aan deze lijn kan vasthouden ondanks het verzet van een paar mensen die daarvan eventueel nadeel ondervinden." "Een goed burger stapt uit liefde voor het vaderland over persoonlijke tegenstellingen." "Waar het voortbestaan van het vaderland op het spel staat, mag het geen punt van discussie zijn of iets rechtvaardig of onrechtvaardig, menselijk of wreed, eervol of vernederend is; dan dient men resoluut te kiezen voor de oplossing die het voortbestaan garandeert en de vrijheid instandhoudt."
Hij eist eendracht van de burgers. Het is maar door eendrachtig samen te werken dat ze hun staat groot kunnen maken. Daarom gelooft Machiavelli niet in de strategie van "verdeel en heers". "Ik wil uiteenzetten hoe zinloos het is de steden waarover je regeert verdeeld te houden. Ten eerste is het onmogelijk om beide partijen te vriend te houden. Je verliest die stad zodra er een oorlog uitbreekt." "Die koning verlangt van alle steden dat ze eensgezind en ongedeeld achter hem staan."
Hij wil een expansieve staat die zijn eigen macht uitbreidt. "Want een vrije staat heeft twee doelstellingen: ten eerste expansie, en ten tweede het behoud van zijn vrijheid." "Bovendien blijkt dat steden waar het volk aan de macht is, binnen korte tijd een grote expansie beleven. Men moet een staatsvorm kiezen die consolidatie van het veroverde mogelijk maakt. Ik geloof dat men de Romeinse staatsvorm moet kiezen en niet die van de andere staten." Maar een goed georganiseerde staat kan soms aanzienlijke schade oplopen bij gebiedsuitbreiding. Expansie kan op talloze manieren en om allerlei redenen schadelijk zijn. De wil om te veroveren is soms wel aanwezig, maar de juiste aanpak ontbreekt. Wie zijn gebied vergroot zonder zijn macht te vergroten stort zichzelf in het verderf.
Hij streeft naar de grootsheid van de staat. Ze moet groot worden, uitgroeien tot een groot rijk. "Het goede bevond zich in de wereld eerst in Assyrië, om vervolgens te verhuizen naar Medië en daarna naar Perzië, en uiteindelijk terecht te komen in Italië en in Rome. De kwaliteiten van het Romeinse Rijk blijken zich niettemin over vele goede, sterke naties verspreid te hebben: het rijk van de Franken bijvoorbeeld, dat van de Turken, dat van de sultan, en tegenwoordig de Duitse landen, en vroeger de sekte der Saracenen met al haar grote verrichtingen en veroveringen. In al deze landen zijn die kwaliteiten te vinden geweest, waarnaar men reikhalzend uitziet en die men terecht alle lof waardig acht."

### Grote mannen
De grootheid van Rome was te danken aan de daden van individuele burgers. Ze gaven hun beste krachten aan het vaderland, bewezen het veel diensten en brachten talloze goede dingen tot stand. Het verlangen naar roem is een richtsnoer voor hun handelen. "Mensen die wat in hun mars hebben, kunnen zich niet afzijdig houden." Grote mannen bezitten rijke gaven van lichaam en geest. Hun persoonlijkheid is integer, deugdzaam, geniaal, grootmoedig en uitnemend. Hun kwaliteiten zijn geweldig, buitengewoon en uitmuntend. Hun daden zijn groot, voortreffelijk, verdienstelijk en bewonderenswaardig. Hun beleid is kundig en bekwaam. Hun faam reikt tot in de hemel. Hun voorbeeld is inspirerend. "Ze bezaten grote kwaliteiten, boekten grote successen en oogstten grote roem." "Tot heil van de Republiek en tot heil van zichzelf." Degenen die hun voorbeeld zouden willen volgen, lopen het risico om spot of haat op de hals te halen. Je moet echt over buitengewone kwaliteiten beschikken. Anders moet je er niet aan beginnen.
Sterke persoonlijkheden tonen daadkracht, doortastendheid, energie, moed, slagvaardigheid en vastberadenheid, gekoppeld aan inzicht en wijsheid. Ze weten wat ze willen, komen tot de kern van de zaak, nemen besluiten en hakken knopen door. Ze bewaren altijd hun onverstoorbaarheid en waardigheid. "Grote persoonlijkheden blijven altijd zichzelf, welke wending hun fortuin ook neemt. Een verandering van de fortuin die hen verheft of vernedert, brengt in henzelf geen enkele verandering teweeg." De fortuin heeft geen vat op hen. Ze worden door geen enkele tegenslag ooit meelijwekkend en door geen enkele voorspoed ooit overmoedig. Ze verliezen nooit de moed en slaan altijd een waardig figuur.
Zwakke persoonlijkheden tonen besluiteloosheid, kruiperigheid, lafheid, laksheid, ondankbaarheid, onderdanigheid, onzekerheid, tweeslachtigheid, twijfel, veranderlijkheid en wispelturigheid. "Zwakke persoonlijkheden reageren anders: als de fortuin hun welgezind is, worden ze ijdel en verwaand. Ze schrijven alle voorspoed toe aan kwaliteiten die hun volledig vreemd zijn. Bij een omslag van de fortuin, vervallen ze direct in het andere uiterste en worden lafhartig en deerniswekkend. Zo diep zonken ze. Je hoofd in de wolken steken als de fortuin ter wille is en je hoofd laten hangen als ze zich van je afwendt." Machiavelli misprijst verdorven gewoonten zoals vrije tijd, allerlei soorten van genot, losbandigheid en zedenverwildering. Hij moet niet hebben van goddelozen, criminelen, onbenullen, klungels en lamzakken. Mensen kunnen besmet raken met al het goede der aarde.
Machiavelli klaagt over het gebrek aan respect voor de grote mannen. "Grote uitzonderlijke mensen zijn in vredestijd altijd genegeerd in een republiek, want de afgunst maakt dat talloze burgers niet alleen hun gelijke, maar zelfs hun meerdere willen zijn. In republieken begaat men de fout om in rustige tijden weinig respect voor bekwame mensen te tonen. Zij zien naast zich en boven zich onwaardige figuren verschijnen die niet over hun kwaliteiten beschikken. Op mensen met echte kwaliteiten doet men alleen in roerige tijden een beroep." In zijn ogen zijn grote mannen vooral legercommandanten die bekwaam zijn om oorlog te voeren en het opperbevel op zich te nemen. "Als er een duidelijk verschil bestaat tussen je eigen kwaliteiten en die van je ondergeschikten, kun je bevelen. Om met kracht te kunnen bevelen, moet je kracht bezitten."

### Gezagsgetrouw en repressief
Machiavelli kiest voor het heersende gezag, de huidige macht. Hij wil de staat in stand houden en beschermen tegen activiteiten die hem kunnen ondermijnen. De burgers moeten zich onderwerpen aan de staat. "Als de burgers de leiding gekregen hadden over een leger, voelden ze zich verheven boven welke vorst ook. Als ze daarna hun functie hadden neergelegd, werden ze sobere, bescheiden bestierders van hun beperkte bezit die gehoorzaamden aan de magistraten en ontzag toonden voor hun superieuren. Zo groot was toen de bereidheid bij de tribunen om voor het heil van het vaderland zowel te bevelen als te gehoorzamen."
Hij raadt aan om veelvuldig terug te grijpen naar de basisprincipes om de instelling met nieuwe levenskracht te bezielen. "Zowel voor staten als voor godsdiensten zij gesteld dat veranderingen ten goede veranderingen zijn die terugvoeren naar de wortels." Zij droegen aanvankelijk iets goeds in zich, daarom hebben ze groei en faam gekend, dat goede begint na verloop van tijd te verschrompelen en dan sterft het lichaam af tenzij de levenskracht van dat goede wordt hersteld. Mensen vertonen minder respect voor goede wetten en instellingen en dat moet in ere hersteld worden. "Een dergelijke hardvochtige bevelvoering van Manlius Torquatus is nuttig in een staat, omdat ze deze terugvoert naar zijn wortels." Dat gaat dan over executies en andere voorbeeldstraffen. "Zulke harde, schokkende maatregelen waren voldoende om de mensen direct tot de orde te roepen." Tussen twee dergelijke vonnissen zouden hoogstens tien jaren mogen verstrijken. Anders beginnen mensen het minder nauw te nemen. Na een aantal jaar opnieuw de angst en paniek zaaien van bij de machtsgreep. Mensen storten zich in avonturen en gaan kritiek spuien, daarom is het nodig in te grijpen en alles weer tot zijn wortels terug te snoeien.

### Eerder sluw dan wreed
Machiavelli is eerder de man van de sluwe strategieën dan van de wreedheid. "Dat betekent niet dat ik tegen het gebruik van wapengeweld ben; maar daartoe moet men pas in laatste instantie zijn toevlucht nemen, waar en wanneer andere middelen tekortschieten." "Het gebeurt naar mijn overtuiging zelden of nooit dat iemand vanuit een lage positie opklimt naar een hoge zonder gebruikmaking van geweld en bedrog. En ik geloof niet dat er ooit gevallen waren waarin geweld alleen voldoende was; maar er zijn zeker gevallen te noemen waarin men voldoende had aan bedrog." "Bedrog is altijd onontbeerlijk geweest voor mensen die van onbeduidend zeer belangrijk wilden worden en is moeilijker aan de kaak te stellen naarmate het geniepiger wordt gepleegd." Hij uit meermaals zijn afkeer voor bloedige wreedheid. Als volkeren uit noodzaak huis en haard verlaten om elders een nieuwe woonplaats te veroveren: "Dit type oorlog is van een ijzingwekkende gruwelijkheid." "Wie leest waarmee omwentelingen die bewerkstelligd worden door mensen die belust zijn op wraak, gepaard gaan, lopen zacht gezegd de rillingen over het lijf."
Als de burgers van een republiek het initiatief nemen tot een belangrijke beslissing, waarvoor zij alleen verantwoordelijk worden gehouden, lopen ze een groot risico. Bij een verkeerde afloop wordt de adviseur het mikpunt van kritiek. De beloning staat in geen enkele verhouding tot de nadelige gevolgen. Zij riskeren hun leven en hun positie. Men dient een zekere beheersing te betrachten, nergens de geestelijke vader van willen zijn, zijn mening zonder nadruk geven en op discrete wijze verdedigen, zodat als de staat of de vorst dat advies overneemt, dat uit vrije wil gebeurt, en niet onder druk van jouw kant. Nooit een mening tegen de zin van velen doordrukken. Gevaar loop je als je advies van vele kanten is aangevochten.

### Vechtlustig en radicaal
Het leven is een strijd. Strijd is onvermijdelijk. Het is niet mogelijk om de strijd te ontlopen, want de strijd wordt je opgedrongen. "Agressie lijkt men óf te moeten plegen, óf te moeten ondergaan." "Er ontstaan vijandigheden en oorlogen waardoor het ene land ten onder gaat en het andere zich verheft." De staat moet ingesteld zijn op oorlog en alles berust op militaire slagkracht. Het is verkeerd om consuls en oorlogsraden af te schaffen in de overtuiging dat je daarmee oorlog kunt voorkomen. Deze instellingen zijn de dokter van de ziekte, de echte oorzaak ligt niet bij ons machtsstreven, maar bij het machtsstreven van de vijand. "Inschikkelijkheid blijkt heel vaak niet alleen zinloos, maar zelfs schadelijk. Want als je toegeeft uit angst, dan doe je dat om een oorlog te vermijden, en meestal komt die dan toch. Hij zal je nog meer af willen nemen, zich nog agressiever gaan gedragen, en nog minder respect voor je krijgen. Als je voorbereidingen treft voor een krachtmeting, ook al ben je minder sterk, dan zal die respect voor je krijgen." "Het is onmogelijk dat een staat erin slaagt in alle rust op zijn eigen bescheiden grondgebied te genieten van zijn vrijheid. Want als hij geen agressie pleegt, zal hij agressie te verduren krijgen; en als hij agressie te verduren krijgt, zal expansie aanlokkelijk en noodzakelijk voor hem worden." In de strijd kiest Machiavelli voor een radicale oplossing. Vriend of vijand? "Het is mijns inziens niet mogelijk dat evenwicht te bewaren of de exacte middenweg te bewandelen. Er bestaat geen middenweg tussen deze twee alternatieven."

### Republiek
Machiavelli verkiest een republiek boven een vorstendom. Liever een veelhoofdige leiding dan een eenhoofdige. Wie geproefd heeft van de republiek, wil niet meer terug naar het vorstendom. "Een republiek kent een langer bestaan en blijvender voorspoed dan een monarchie." Hij somt daar drie redenen voor op:
- Een bekwame opvolging is in iedere goed georganiseerde republiek verzekerd. Dankzij het kiessysteem kan een republiek een oneindig aantal bekwame leiders achtereen hebben. De Romeinse consuls verwierven hun positie via vrije verkiezingen. Het waren altijd eminente personen. In een vorstendom is de troon meestal erfelijk en de opvolger heeft de kwaliteiten niet. Rijken die volledig afhankelijk zijn van de capaciteiten van één persoon is geen lang leven beschoren.
- Een republiek kan zijn strategie aanpassen aan de veranderende tijden. Met verschillend geaarde burgers kan ze beter op de verschillende tijdsgewrichten inspelen. Fabius Maximus neutraliseerde Hannibal op een defensieve manier, Scipio Africanus viel hem aan in Spanje en Carthago. Een vorst is niet flexibel genoeg om zich aan te passen aan veranderende omstandigheden. Een vorst verandert zijn aanpak nooit. We kunnen onszelf niet veranderen, we kunnen niet ingaan tegen onze eigen natuur.
- Een republiek is veel expansiever. Een staat die groot wil worden, heeft de steun nodig van het volk en moet het volk laten delen in de macht. Door het volk te gebruiken kan een staat grote dingen tot stand brengen. Dit gemeenschapsbelang wordt ongetwijfeld alleen in republieken nagestreefd.

Maar een vorstendom is niet uitgesloten. Machiavelli geeft veel aanwijzingen die zowel voor republieken als vorstendommen gelden, want beiden steunen op een vorm van consensus. "Kortom, zowel de monarchistische als de republikeinse staatsvorm is duurzaam gebleken, en bij beide is behoefte gebleken aan wettelijke regulering; want een vorst die kan doen wat hij wil, handelt als een dwaas, en een volk dat kan doen wat het wil, handelt onverstandig." "Hoe gemakkelijk een vorst zijn macht behoudt bij het voeren van een verstandig beleid. Hij zou zich alleen maar hoeven te spiegelen aan het leven van goede vorsten. Zo'n veilig, tevreden gevoel bij zowel vorst als onderdanen. Want als mensen goed geregeerd worden, talen ze niet meer naar nog meer vrijheid."
Republiek of vorstendom is een keuze naargelang de omstandigheden. "Wie tegen de tijdsgeest ingaat, gaat doorgaans teleurstellingen tegemoet. Het meeste voorspoed is bij degene wiens aanpak in harmonie is met de tijd. Waar een grote gelijkheid vanouds bestaat, dient men dus een republiek te stichten; waar een grote ongelijkheid heerst, dient men een vorstendom te stichten. Wie anders handelt, creëert een instabiele situatie die geen lang leven beschoren is. De aanpak van een verdorven staat is anders dan een gezonde staat. In een verdorven staat kun je de heerszuchtige neigingen realiseren en een tirannie vestigen. Eén individu kan een verderfelijke invloed hebben op de bevolking van een staat, maar leeft nooit lang genoeg, de bevolking raakt bedorven in de loop van de tijd, door de generaties heen stukje bij beetje aangetast. Is het volk gehecht aan onderworpenheid, is het moeilijk en gevaarlijk om het te bevrijden. Is het volk gehecht aan vrijheid, hetzelfde om het volk te onderwerpen."

### Volk
Machiavelli werpt zich op als de verdediger van het volk. "Het Romeinse volk leverde een prijzenswaardige bijdrage aan het politiek bestel." "Ik wil het volk verdedigen tegen het verwijt dat het ijdel en wispelturig is. Een volk is wijzer en standvastiger dan een vorst. Het volk maakt gelukkiger keuzes dan een vorst, als het kandidaten voor functies moet kiezen. Bij alle verkiezingen van consuls en tribunen die in al die eeuwen plaatsvonden, maakte het nauwelijks keuzes die het moest berouwen. Het bewind van een volk is beter dan het bewind van een vorst. Het volk heeft meer respect voor het wettelijk bestel. Het volk is superieur qua deugd en roem." "Een volk is betrouwbaarder. Republieken leven akkoorden beter na dan vorsten."
Maar anderzijds moet men ook niet te veel rekening houden met het volk. Een op drift geraakte massa zonder leider is onmachtig. Samen zijn ze tot veel in staat, zodra ieder aan zichzelf denkt, worden ze nietig en hulpeloos. Het volk beseft dat het tot weinig in staat is. Het volk bevindt zijn eigen kandidaten te licht voor de functie van senator. Als zo'n criticus dan later zitting kreeg in het hoogste bestuurslichaam, begreep hij hoe moeilijk het was daar wat tegen te doen. Het volk laat zich verleiden tot spectaculaire avonturen die de staat ten onder doen gaan. Het volk heeft ontzag voor een gezaghebbend, eerbiedwaardig iemand. De massa gehoorzaamt toch. Het is niet echt nodig je druk te maken om de instemming of afkeuring van het volk.
De vorsten krijgen ervan langs. "Er zijn talloze vorsten geweest, maar slechts weinig goede en wijze." "In blinde drift ontstoken individuen maken dezelfde fouten als een op drift geraakte massa. Daarom is de aard van de massa niet slechter dan de aard van de vorsten. Beiden ontsporen als ze onbekommerd hun gang kunnen gaan." "Er zouden nog vele voorbeelden van Romeinse keizers en andere tirannen en vorsten te noemen zijn, wier gedrag veranderlijker en grilliger was dan dat van welke volksmassa ook." "Een massa kan tot de orde geroepen worden, bij een slechte vorst helpt geen wijze raad. De massa denkt aan het gemeenschapsbelang, de vorst aan zijn eigenbelang." "De wandaden van het volk zijn een uitvloeisel van de wandaden van de vorst. De vorsten gedroegen zich niet veel anders. Ze deugden zelf niet.
De adel krijgt er nog meer van langs. "Edelen zijn mensen die een lui luxeleven kunnen leiden dankzij de opbrengst van hun bezittingen. Dergelijke lieden zijn buitengewoon schadelijk in elke staat waar ook ter wereld." "De edelen en hoge heren vormen de wortel van de verdorvenheid en de oorzaak van alle conflicten. Dat soort lieden is een gezworen vijand van elke vorm van politieke medezeggenschap. Wie een republiek wil stichten, waar veel edelen zijn, kan dat alleen maar doen door ze allemaal te elimineren."

### Vrijheid
Vrijheid betekent voor Machiavelli het voortbestaan garanderen. Een staat moet zijn wetten en instellingen in stand houden; een burger moet vrij kunnen beschikken over zijn persoon, vrouw, kinderen en bezit. Dat zijn de eigenbelangen van de staat en de burger die dienen beschermd te worden tegen interne en externe gevaren. Aantasten in de vrijheid is aantasten in deze belangen. Machiavelli wil de vrijheid garanderen, de vrijheid versterken en niet ondermijnen. "De geschiedenis leert hoe schadelijk onderworpenheid is voor volkeren en steden. De ervaring heeft geleerd dat alleen bij vrije steden sprake is geweest van vergroting van gebied en bezit." "Alle steden en landen ter wereld die in vrijheid leven, gaat het zeer voor de wind. Iedereen verwekt daar namelijk graag kinderen. Bezit vermeerdert er sneller. Zo spannen mensen zich tot het uiterste in om zowel hun eigen belang als het publieke belang te dienen en beleeft men op beide gebieden een onstuimige groei. Het tegendeel gebeurt in landen waar slavernij heerst: hoe harder de slavernij, des te lager het levenspeil."
Maar "in vroeger tijden leefden er in alle landen talloze volkeren die volstrekt vrij waren. Van Lombardije tot aan de punt van het schiereiland werd Italië bewoond door vrije volkeren. Deze tot de tanden bewapende republieken waren vastbesloten hun vrijheid tot het uiterste te verdedigen. Het Romeinse Rijk onderwierp met zijn wapengeweld en machtsvertoon alle republieken en alle vrije samenlevingen. Daaruit blijkt welk uitzonderlijk begaafd volk het Romeinse was. Een republiek is erop uit haar eigen lichaam te laten groeien door alle andere lichamen uit te hollen en te verzwakken. Een eenheidsrepubliek die alle winst voor zichzelf hoopt op te strijken. De zwaarste van alle vormen van slavernij wordt opgelegd door een republiek. Een geknechte stad die onder vreemde overheersing gebukt gaat, vervalt." "Na de val van Rome hebben die steden nog geen vrij politiek bestel kunnen vormen. Hun zwakte kwam toen ze eenmaal onderworpen waren. Tegenwoordig zijn er niet zoveel republieken meer als vroeger."
Machiavelli houdt van vrijheid, maar nog meer van macht. "De grootste capaciteiten manifesteren zich waar voor vrije keuze de minste ruimte is. Waar de mensen gedwongen zijn de handen uit de mouwen te steken. De dwang wordt opgelegd door wetten." Hij houdt van vrije republieken, maar nog meer van machtige republieken die ze onderwerpen.

### Beschaving
Machiavelli wil de wetten van een rechtsstaat invoeren, maar dat loopt niet altijd van een leien dakje. Hij acht het onmogelijk om in sommige staten beschaving te brengen. Onderworpen staten kunnen de beschaving niet aan, verdorven staten nog veel minder. Misschien kan een autoritaire vorst de chaos opruimen, maar dat is verre van zeker. Machiavelli is radicaal is zijn oordeel over het beschavingsniveau van volkeren en spreekt zich zelfs tegen in het geval van de Duitsers.
«Het is moeilijk of zelfs onmogelijk om in een geknechte staat een goed geordende staatsstructuur te ontwerpen. Een staat waar gelijkheid ontbreekt, kan geen republiek worden. Een volk dat niet vertrouwd is met vrijheid, dat leeft onder een vorst, kan heel moeilijk zijn vrijheid behouden. Weldra gaat zo'n volk weer gebukt onder een ander juk. Voor de eliminatie van de ene vorst is een andere vorst nodig en de rust keert pas weer als de volgende heerser op zijn troon zit.»
«Het is moeilijk of zelfs onmogelijk om in een verdorven staat een vrij bestel te houden of te vestigen. Niets goeds valt te verwachten in de landen waar de mentaliteit tegenwoordig verdorven is, Italië voorop. Een verdorven volk kan geen moment zijn vrijheid aan. Als het volk verdorven is, helpen deugdelijke wetten niet, tenzij met de ijzeren hand. Ik weet niet of dat laatste ooit gebeurd is of zou kunnen gebeuren. Een vorst leeft nooit lang genoeg om een verziekte stad te doen wennen aan een gezond systeem. Bij een totale verdorvenheid helpt geen enkele wet of structuur.»
«Het is nodig buiten de wet te treden en wapengeweld te gebruiken. Om te beginnen dient men dan de macht in zo'n staat te grijpen. Een haast absoluut gezag met hardvochtige middelen, maar die wordt hoogst zelden ten goede aangewend. Op plaatsen waar de verdorvenheid zo groot is, is er behalve wetten behoefte aan een sterke hand, in de persoon van een koning die met absoluut, onbeperkt gezag een einde maakt aan de onbeperkte machtswellust en corruptie van de potentaten daar. Dit zijn de voorwaarden voor een vorstendom.»
«Op dit ogenblik is er maar één land waar men de steden als vrij kan beschouwen, de Duitse landen. Bij de volkeren in de Duitse landen zijn integriteit en vroomheid nog volop aanwezig. De republieken in Duitsland voeren een defensieve politiek en weten hun vrijheid al lange tijd te bewaren. Frankrijk, Spanje of Italië zijn samen de poel van alle bederf op aarde. Men moet constateren dat de Duitse en Franse volkeren uitermate hebzuchtig, hoogmoedig, oorlogszuchtig en onbetrouwbaar zijn. Die volkeren zijn altijd dezelfde geweest en hebben overal en bij iedereen dezelfde methoden toegepast.»

## Het leven is veranderlijk, cyclisch en fataal
De conclusies van Machiavelli zijn fatalistisch. "Alles op aarde is in beweging; de fortuin van de mensen is onderhevig aan verandering." "Er zal altijd vooruitgang of verval zijn, soms een stijgende, soms een dalende lijn." "Alle staten zijn gedoemd ten onder te gaan. Ook Rome is uiteindelijk ten onder gegaan. Dat kon niet anders, want alles op aarde houdt vroeg of laat op te bestaan." "Het is onmogelijk om een republiek zó in te richten dat ze eeuwig blijft voortbestaan: haar ondergang kan zich op duizend onverwachte manieren voltrekken."

## Publicatie
Machiavelli had er geen belang bij om zijn Verhandelingen te publiceren. Lorenzo II de' Medici stierf op 4 mei 1519 tijdens het jaar waarin Machiavelli zijn Verhandelingen afgerond heeft. In juni 1519 verzocht kardinaal Giulio de' Medici, de latere paus Clemens VII, hem advies uit te brengen over de toekomst van Florence na het wegvallen van Lorenzo. Voor het eerst kreeg Machiavelli weer hoop om in de gunst van de Medici te komen. De publicatie van de Verhandelingen zou op dat moment dodelijk geweest zijn voor zijn ambities, omdat het werk een aantal passages bevat waarin de Medici, de Kerk en het christendom uitgesproken vijandig behandeld worden. In de herfst van 1531, vier en een half jaar na de dood van Machiavelli, verscheen de eerste uitgave met de goedkeuring van paus Clemens VII. Aan de publicatie kwam een voorlopig einde, toen de Kerk Niccolò Machiavelli in 1559 op de Index plaatste. Toen begonnen zijn werken pas goed te circuleren onder valse namen en titels.

## Vertalingen
De Verhandelingen werden een tiental jaren na hun verschijning al in het Frans vertaald. Er verschenen diverse Nederlandse vertalingen van de Verhandelingen of delen ervan in 1615, 1704 en 1836. De moderne vertaling is van de hand van Paul van Heck.

## Voetnoten
1. ↑  In de zin van een aanhanger van het Romeinse model van bestuur.
2. ↑  In de Verhandelingen, 1519, geciteerd door J. McCormick, Machiavellian democracy, Cambridge University Press, 2011, p. 6.

De alruinwortel · Belfagor · Clizia · Descrizione del modo tenuto dal Duca Valentino nell' ammazzare Vitellozzo Vitelli, Oliverotto da Fermo, il Signor Pagalo e il Duca di Gravina Orsini · Florentijnse geschiedenissen · De krijgskunst · Het leven van Castruccio Castracani · Verhandeling over de hervorming van de Florentijnse staat na de dood van Lorenzo · Verhandelingen over de eerste tien boeken van Titus Livius · De vorst